# 石川佐智子
石川 佐智子（いしかわ さちこ、1934年3月9日 - ） は日本の教育評論家、政治運動家、右翼。

## 経歴
- 1934年 北海道旭川市出身。永山屯田兵の子孫。
- 1955年 藤女子短期大学卒業後、北海道公立中学校教諭となり、北海道教育大学附属旭川中学校などに15年間勤務。
- 結婚後退職し、家庭児童相談員などを経て、教育評論家・童話作家として著述活動・講演活動を行なう。アメリカ・アジア各国等の教育視察。
- 1986年 福田拓泉・撫子夫妻の支援下、政治団体「日本教育正常化促進連盟」を結成し、代表に就任。同年の参院選に確認団体として自らを含め10名を擁立するも、全員落選。以降、学校・家庭における人格教育及び道徳教育推進運動・日教組批判・戦後教育正常化運動を行う。
- 1989年 第15回参議院議員通常選挙に、「大行社政治連盟」の比例代表区候補として出馬するも落選。
- 1997年 「青年自由党」党首の中村功（東日本ハウス前会長）らが結成した「第三ステージ日本」の事務局次長に就任。のち事務局長となる。
- 1997年に結成された「新しい歴史教科書をつくる会」に賛同し、同会関連の活動に参加。
- 「国政オンブズマン委員会 GOA（ゴア）」（会長・菊池久。顧問・佐藤道夫、細川隆一郎、園田天光光、中松義郎）役員及び同人（100人委員会委員）となる。

## 政歴
- 1986年 第14回参議院議員通常選挙比例代表区に、自ら代表を務める「日本教育正常化促進連盟」から名簿順位第1位で立候補するも落選。
- 1989年 第15回参議院議員通常選挙比例代表区に、稲川会系右翼団体「大行社政治連盟」から立候補するも落選。

## 著書
- 『日教組が崩れ去る日』　1985年1月　善本社  ISBN 4-7939-0149-2
- 『お母さんがみるみる元気になる魔法の言葉　もっと楽しく子育てを』　1998年4月　ISBN 978-4-906361-73-1　（「石川さちこ」名義）
- 『世界に誇る日本の道徳力　心に響く二宮尊徳90の名言』　2006年11月　コスモトゥーワン  ISBN 4-87795-100-8

### コラム連載
- ビューポイント(世界平和統一家庭連合系のメディア)[1]（2014年6月-）